# Maria-Magdalenen-Kirche (Klein Borstel)

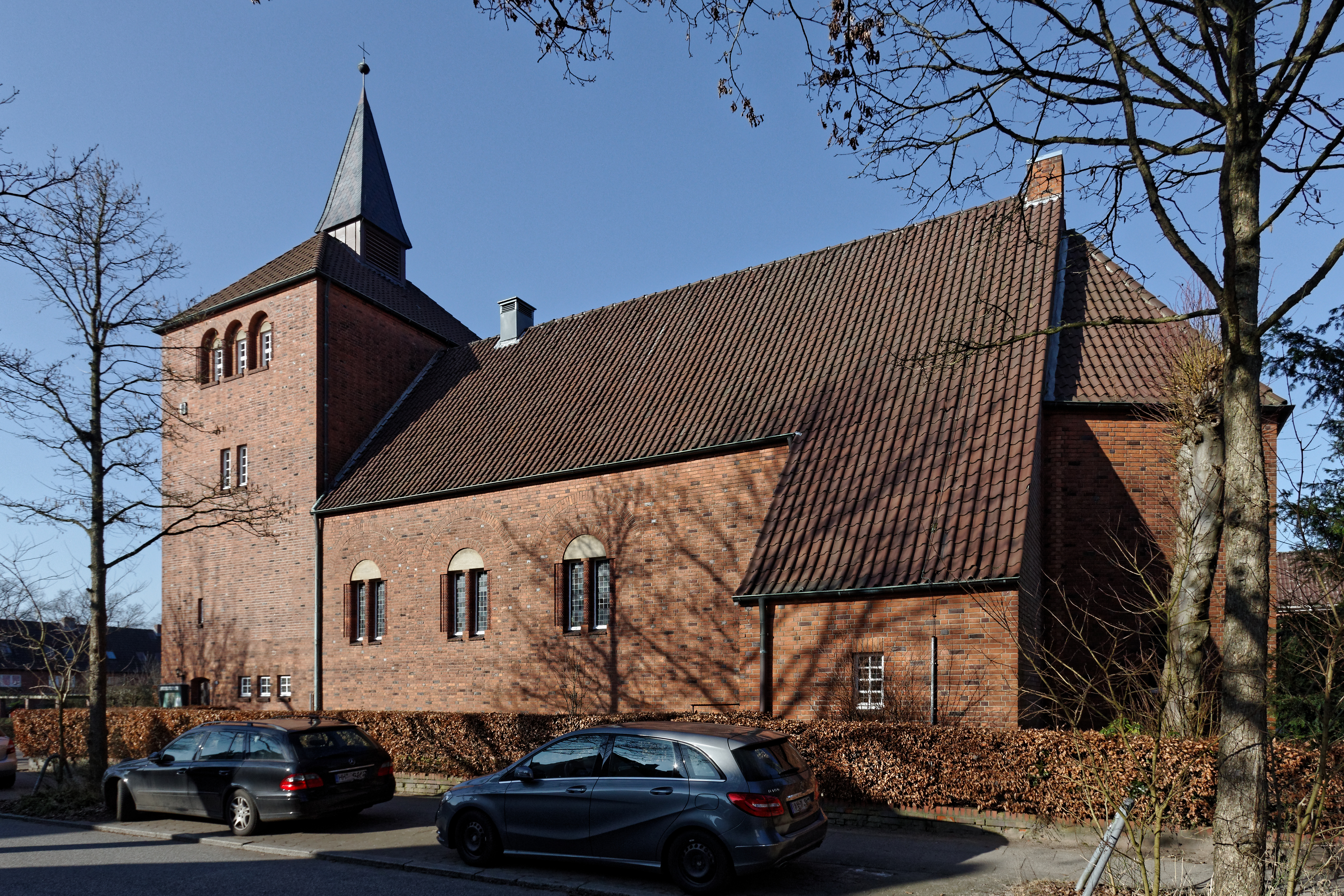
Südseite der Kirche

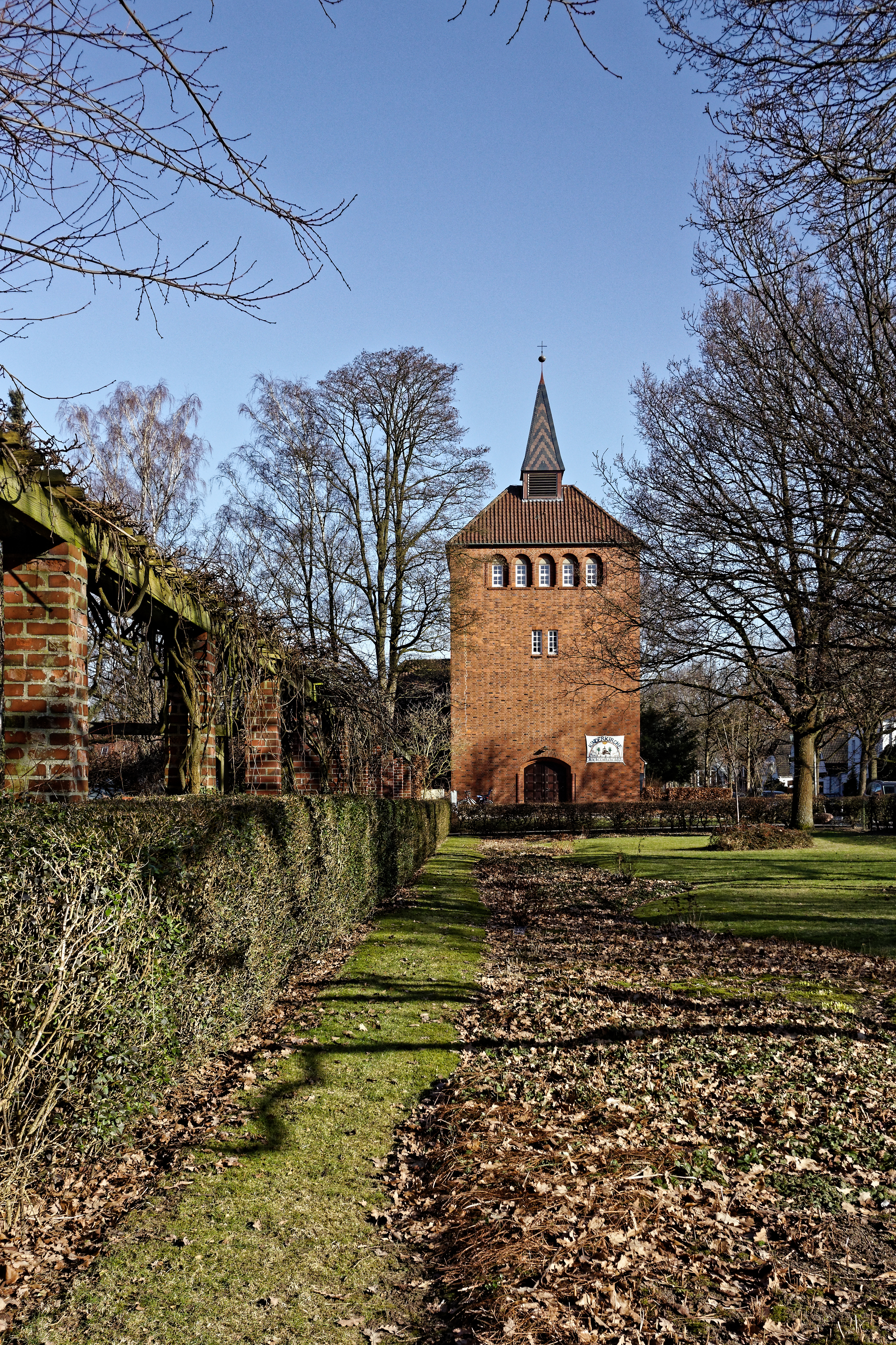
Turmansicht von der Grünanlage Stübeheide

Die evangelisch-lutherische Maria-Magdalenen-Kirche liegt an der Straße Stübeheide am Rand der Frank’schen Siedlung im Hamburger Ortsteil Klein Borstel. Sie wurde nach Maria Magdalena benannt, der Begleiterin Jesu und Zeugin dessen Auferstehung.

## Geschichte und Kirchenbau
Die Kirche war als Teil der Nahversorgungseinrichtungen geplant, die für die neue Frank’sche Siedlung notwendig wurden.
An der Altarraum-Rückwand im Pastorats-Garten befindet sich der Grundstein, der das Baujahr 1938 ausweist. Von der Grundsteinlegung am 6. Februar 1938 bis zur Einweihung am 3. Advent, dem 11. Dezember 1938, wurde sowohl der gemauerte Rohziegelbau als auch das meiste der Innenausstattung fertiggestellt. Die Architekten Bernhard Hopp und Rudolf Jäger bezogen in ihre Planungen den Wunsch nach Gemeinderäumen im Turm ein, so dass dieser eine massige Gestalt erhalten hat, die oberhalb der Orgelempore zwei weiteren Turmzimmern Raum bietet. 
Der eigentliche Kirchenraum ist durch den Vorraum erweiterbar, indem die kleinen Glasfensterscheiben mit ihren Rahmen in die Trennwand zum Kirchenschiff versenkt werden können. Insgesamt kann das Kirchenschiff so über 400 Besuchern Platz bieten. Die gesamte Außenlänge der Kirche beträgt etwa 31,5 m und die Breite etwa 18 m.
Die Inschrift auf dem Balken oberhalb der Trennwand lautet: „Seid stille und erkennet, daß ich Gott bin“ (Ps 46,11 ). 1965 wurde der im Jahre 1938 vom Architekten Hopp geplante Taufstein von Fritz Fleer realisiert.

## Innenausstattung

### Altarraum
Die Wandmalereien im Altarraum wurden von Bernhard Hopp und H. Junker gestaltet.
An der zentralen Altarraumwand befindet sich ein großes Bild der Kreuzes-Szene. Oberhalb des Kreuzes steht das Bibelwort: „Ein neu Gebot gebe ich euch, daß ihr euch untereinander liebet, gleichwie ich euch geliebet habe“ (Joh 13,34 ).
Die Kreuzes-Szene stellt die Situation dar, die ebenfalls im Johannes-Evangelium geschildert wird: „Es stand aber bei dem Kreuze Jesu seine Mutter und seiner Mutter Schwester, Maria, des Kleophas Frau, und Maria Magdalena. Da nun Jesus seine Mutter sah und den Jünger dabeistehen, den er lieb hatte, spricht er zu seiner Mutter: Weib, siehe, das ist dein Sohn! Danach sprach er zu dem Jünger: Siehe, das ist deine Mutter!“ (Joh 19,25-27 ). Hier geht es um die Namenspatronin der Kirche. Die Kopfhaltung Jesu deutet die Gesprächssituation an – und hilft so auch zu entschlüsseln, wer unter den sechs Personen (im Folgenden durchnummeriert von links nach rechts) Maria Magdalena ist:
Person 1 (von links) ist u. a. durch einen Bart als älterer Mann in etwas abgewandter Haltung kenntlich gemacht.
Von Person 6 ist nur der Hinterkopf und Teile der Haartracht zu sehen. Als Frauen sind drei der Personen (2, 3 und 4) sicher erkennbar. 
Das durch Kopf- und Mundhaltung angedeutete Sprechen Jesu richtet sich an die Person 5, die wiederum zu Person 2 blickt, so dass am ehesten an die Passage mit den an den Lieblings-Jünger Johannes gerichteten Worten zu denken wäre: „Siehe, deine Mutter!“. Das würde bei Person 2 voraussetzen, dass hier die Mutter Jesu dargestellt sein soll, was möglicherweise mit der grau-weißen Haarfarbe einer älteren Frau zum Ausdruck gebracht wurde. 
So verbleiben nur noch Person 3 und 4 als Kandidatinnen für eine Identifikation als Maria Magdalena. Diese beiden unterscheiden sich dadurch, dass Person 3 mit ihrer Hand um Person 2 herumfasst, was die nähere persönliche Beziehung bildhaft ausdrücken würde, und auf die Bezeichnung die „Schwester seiner Mutter“ in Joh 19,25  zurückzuführen wäre. So bleibt nur Person 4, bei der über ihrem Haar eine Andeutung eines Kopftuches erkennbar ist, als Maria-Magdalena übrig. Sie ist Zeugin der Kreuzigung am Karfreitag.
Auch am Ostermorgen ist sie es, die in Joh 20  früh zum Grab kommt und den Stein weggewälzt findet. Nachher sieht sie den Herrn und verkündigt den Auferstandenen. Die auf dem Altar 1946 aufgestellte Basaltplatte mit dem Kreuz über dem leeren Grab enthält diesen zentralen Text der Osterbotschaft: „Er ist auferstanden“.

### Kanzel
Die Kanzel wurde von Bernhard Hopp gestaltet.
Das Kreuzes-Geschehen im Zentrum des Altarraums ist umgeben an der vorderen, linken Emporenbrüstung von fünf Bildern, die die Vorgeschichte der Karwoche darstellen: den Einzug in Jerusalem (Mk 11 ), das Gebet in Gethsemane (Mk 14,32 ), die Gefangennahme Jesu (Mk 14,43 ), vor Pilatus (Mk 15 ), auf dem Kreuzweg – Simon von Cyrene (Mk 15,21 ).
Rechts an der Kanzel wird in einem Fries aus Bildern und Text die Geschichte der nachösterlichen Gemeinde chronologisch vor Augen gestellt: 

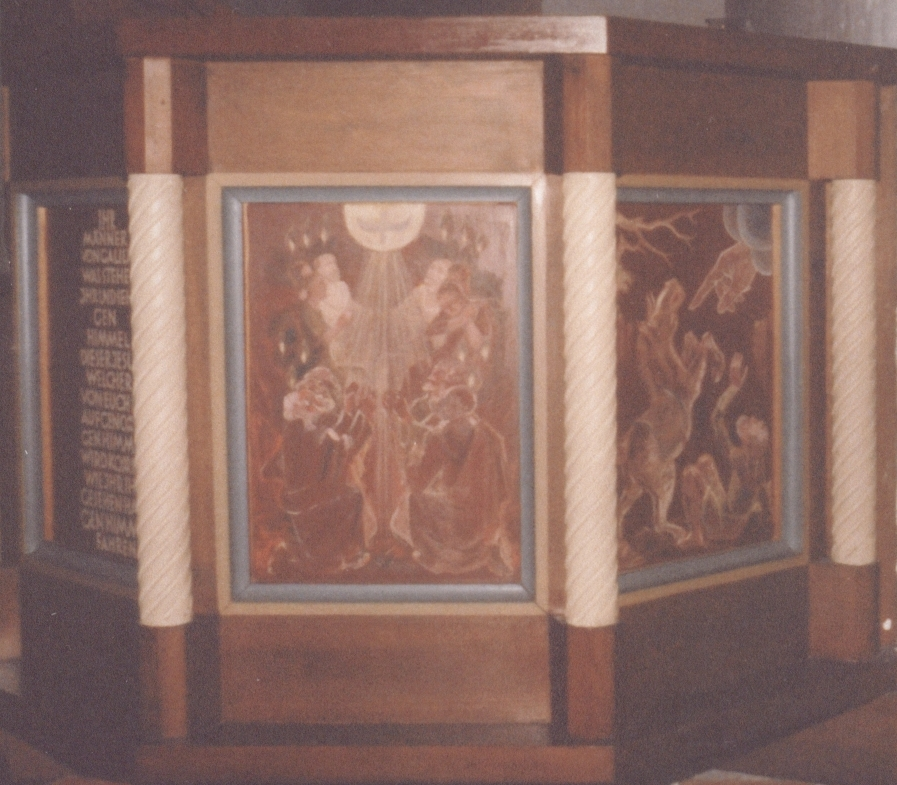
Links der Engel am leeren Grab (Mk 16,5 EU), daneben die Emmaus Jünger mit dem Auferstandenen auf dem Weg (Lk 24,13 EU)
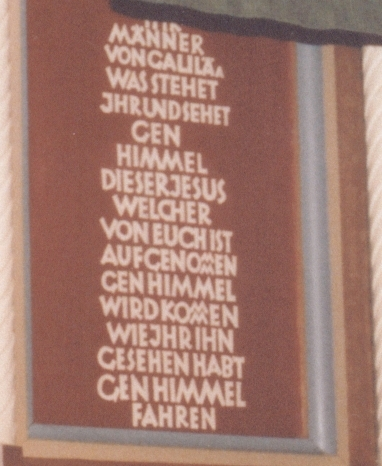
Zentral unterhalb des Pultes die Passage aus der Ankündigung vom Himmelfahrtstag (Apg 1,11 EU)
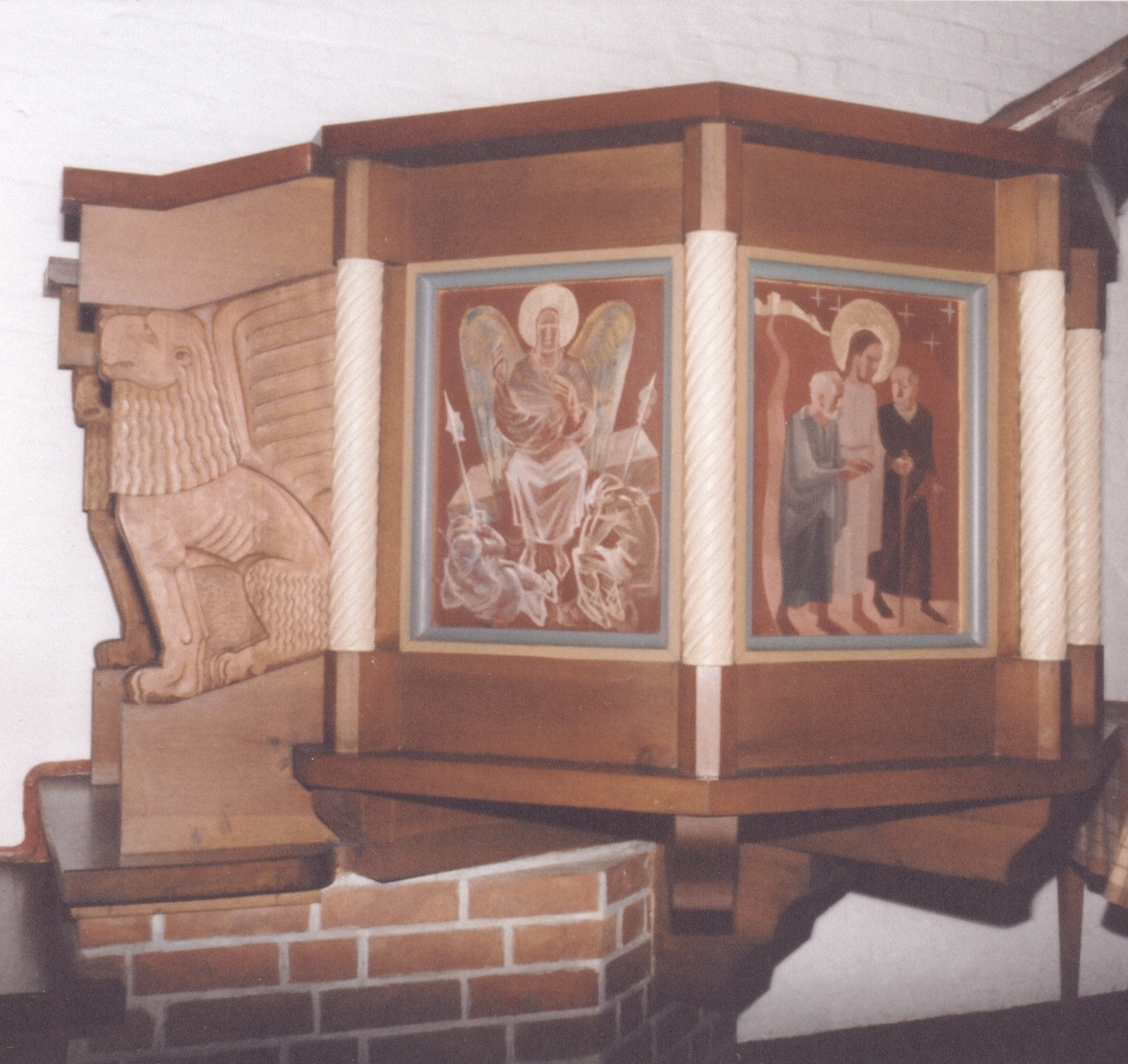
Rechts eine Pfingstdarstellung als Ausgießung des Heiligen Geistes (Apg 2,4f EU), daneben die Bekehrung des Paulus vor Damaskus (Apg 9,3ff EU)

### Emporenbrüstung
Wie an der Kanzel so ist auch der Bilderfries an der Emporen-Brüstung auf der zentralen Tafel von einem Text geprägt, der das Bibelwort über dem Kreuz aufnimmt: „Gott ist Liebe“. Damit wird der in der Grundstein-Urkunde formulierte Bezug auf den Gottes-Geist aufgenommen.
Acht umgebende Bildtafeln illustrieren den Weg Jesu:
| Die Taufe Jesu durch Johannes den Täufer | „Gebt dem Kaiser, was des Kaisers ist“ | Die Tempel- reinigung | Die Salbung Jesu | GOTT IST LIEBE | Der 12-jährige Jesus im Tempel | Die Hochzeit zu Kana | Der Kleinglaube des Petrus | „Mädchen, stehe auf“ |
| Mk 1,9f                                  | Mt 22,15ff                             | Mk 11,15ff            | Mk 14,3          | 1 Joh 4,16     | Lk 2,41                        | Joh 2                | Mt 14,30f                  | Mk 5,37              |

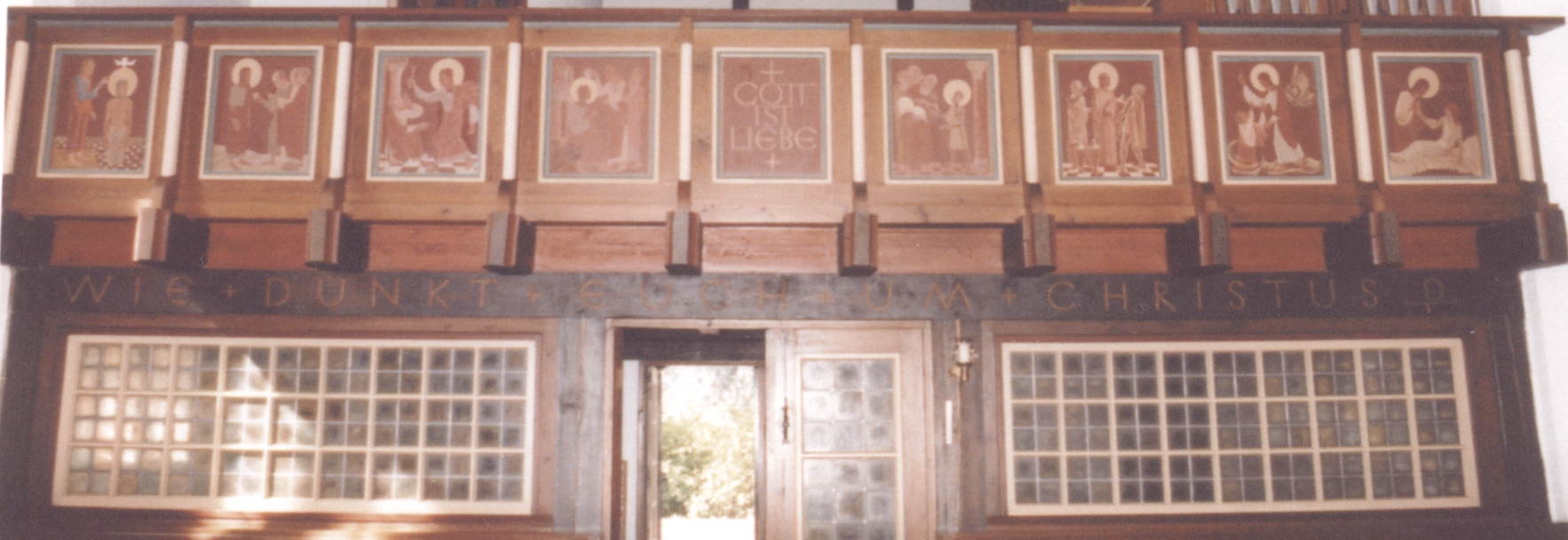
Emporenbrüstung

Unterhalb der Brüstung befindet sich im Kirchraum an den beiden Balken, der die Empore trägt, das Bibelwort „Wie dünkt euch um Christus [?]“ Mt 22,42 
In der Zeit des Kirchbaus 1938 ist diese Frage als absichtlicher Rückgriff auf einen Dialog Jesu mit seinen jüdischen Gesprächspartnern zu sehen. Deren Antwort, die die Sohnschaft des Christus auf David zurückführt, stellt eine Gegenposition zu einem „ent-judeten“ Christentum heraus, das in manchen Kreisen in der NS-Zeit gewünscht wurde.
Ein ähnliches Bekenntnis ist auch die letzte, im Vorraum über dem Ausgang befindliche Balken-Inschrift: „Er ist unser Friede“ Eph 2,14 , das sich auf die Ansage der hebräischen Bibel in Mi 5,4  bezieht.

### Gedenktafel
Diese Gestaltung der Bauzeit ist gemeinsam erarbeitet worden mit den Architekten, der Muttergemeinde St. Lukas und mit dem ersten Pastor, Rudolf Timm, der zugleich mit der Einweihung der Kirche am 11. Dezember 1938 in sein Amt eingeführt wurde. Für Timm (NSDAP- und SA-Mitglied, zugleich seine theologische Position als die der Bekennenden Kirche beschreibend), der 1942 im Krieg fiel, wurde im Vorraum eine Gedenktafel in die Nordwand eingelassen.

## Orgel
Eine erste Orgel wurde 1949 von Emanuel Kemper & Sohn (Lübeck) errichtet. 1964 erfolgte der Einbau eines neuen Spieltisches. Das heutige Instrument stammt von der Firma Rudolf von Beckerath aus dem Jahr 1980. Es verfügt über 17 Register, die auf zwei Manuale und Pedal verteilt sind. Die Spieltrakturen sind mechanisch, die Registertraktur elektrisch. Die Disposition lautet:
| I Hauptwerk C– |       |
| Prinzipal      | 8′    |
| Gemshorn       | 8′    |
| Oktave         | 4′    |
| Nasat          | 2 ⁄3′ |
| Waldflöte      | 2′    |
| Mixtur IV–V    |       |
| Trompete       | 8′    |

| II Schwellwerk C– |       |
| Holzdackt         | 8′    |
| Rohrflöte         | 4′    |
| Prinzipal         | 2′    |
| Quinte            | 1 ⁄3′ |
| Zimbel III        |       |
| Dulzian           | 8′    |
| Tremulant         |       |

| Pedal C–   |     |
| Subbass    | 16′ |
| Offenflöte | 08′ |
| Choralbaß  | 04′ |
| Fagott     | 16′ |

- Koppeln: II/I, I/P, II/P
- Spielhilfen: 4-fache Setzeranlage

## Pastoren
Folgende Pastoren waren in der Maria-Magdalenen-Kirche tätig:
- Eckardt Günther, 1935–1936
- Otto Bahnsen, 1936–1937
- Rudolf Timm, 1938–1939
- kurzzeitige Vertretungen während des Krieges:
  - Muus, 1939
  - Uhlmann, 1939–1940
  - Degen, 1940
  - Jungheinrich, 1941
  - Degen, 1941–1945
  - Dwenger, 1945
- Carl Malsch, 1945–1954
- Walter Kersten, 1954–1970
- Christoph Kretschmar, 1970–1977
- Adolf Kayser, 1977–1988
- Harald Wienicke, 1988–1991
- Jürgen Bobrowski, 1991–2004
- Elisabeth Fischer-Waubke, 2004–2015[7]
- Detlef Melsbach, seit 2015